# Módulo de investigación ruso

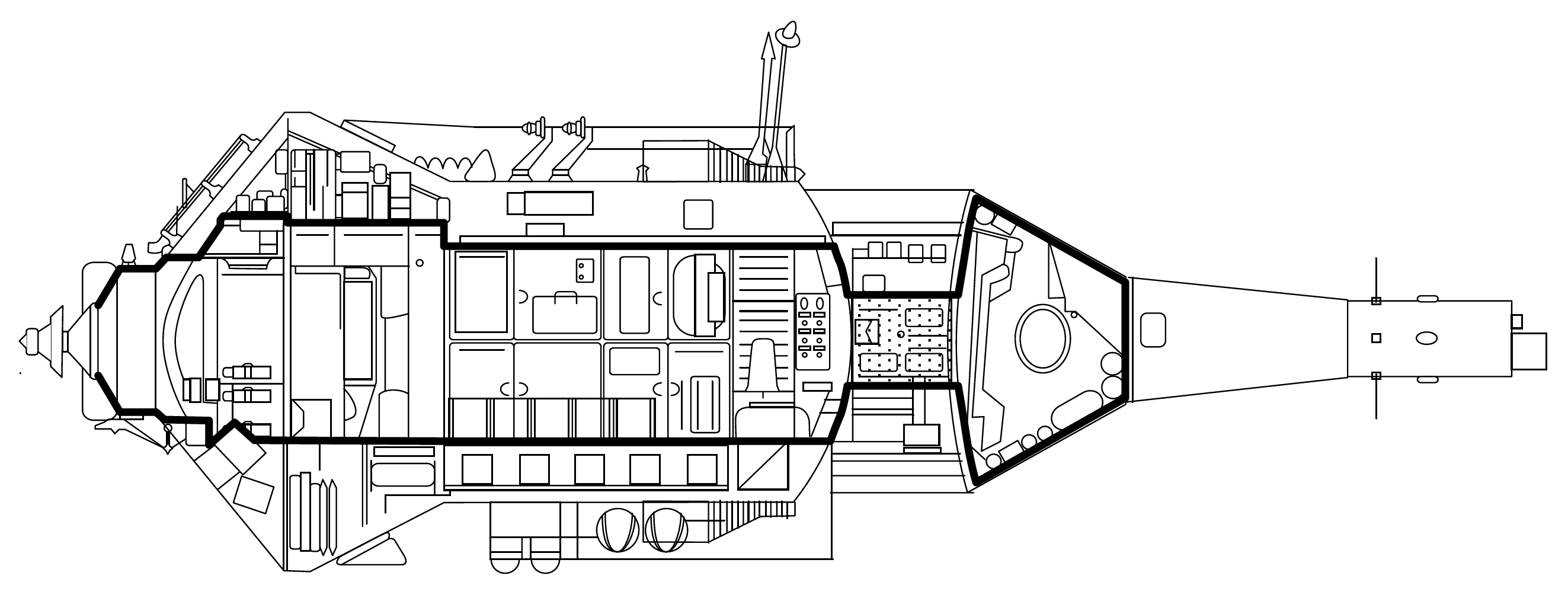
Un diagrama que muestra un corte de la nave espacial de carga y entrega de tripulación TKS soviética. Los detalles son conjeturas. La amplia línea negra delinea los compartimentos presurizados del vehículo.

El Russian Research Module(RM) o Módulo de Investigación Ruso iba a ser un componente ruso de la Estación Espacial Internacional (EEI) que proporcionaría las instalaciones para la investigación y los experimentos científicos rusos. Los diseños originales de la EEI mostraban dos módulos de investigación, pero los problemas de presupuesto de Rusia provocaron que uno de ellos, junto con el Universal Docking Module, fuera cancelado en los inicios del programa, dejando solo un módulo de investigación y el Módulo Laboratorio Multipropósito. El módulo de investigación tenía previsto ser construido y lanzado en a partir de 2010. 
Debido a los continuos problemas de presupuesto, en 2007 se decidió que fuera cancelado el último módulo de investigación también. En su lugar sería lanzado el pequeño módulo de investigación 1 en 2010 a bordo del transbordador espacial por la NASA.